# آفة ديولافوا
آفة ديولافوا (بالإنجليزية: Dieulafoy's lesion)‏ (التقرح البسيط لديولافوا) هي حالة طبية تتميز بوجود شرين متعرج كبير يتوضع بشكل شائع في جدار المعدة (في الطبقة تحت المخاطية)، والذي يتآكل وينزف. يمكن أن تظهر في أي جزءٍ من الجهاز الهضمي. ويمكن أن تسبب نزف معدي، ولكنه غير شائع نسبياً. يعتقد أنها تسبب أقل من 5 ٪ من جميع نزوف الجهاز الهضمي عند البالغين.
سميت هذه الآفة باسم الجراح الفرنسي بول جورج ديولافوا، الذي وصف هذه الحالة في بحثه (التقرح البسيط) في عام 1898. يطلق عليها أيضاً «الشريان ذو القطر المستمر» أو «أم دم» أوعية المعدة. على عكس معظم أمهات الدم الأخرى، تعتبر آفة ديولافوا تشوهات تطورية أكثر من كونها تغيرات تنكسية.

## الآلية المرضية
تتميز الآفات ديولافوا بشريان صغير متعرج في الطبقة تحت المخاطية التي لا تحتوي في الحالة الطبيعية على فروع ذات قطر 1-5 ملم (أكثر بـ10 مرات من القطر الطبيعي لشعيرات الطبقة المخاطية). تنزف الآفة في السبيل الهضمي نتيجة لأذية مجهرية في الطبقة المخاطية والتي لا يكون سببها قرحة بدئية في المخاطية وإنما نتيجة تآكل يحدث على سطح الطبقة تحت المخاطية بسبب تبارز شرين نابض.

## التوضع
يتوضع ما يقارب 75٪ من آفات ديولافوا في الجزء العلوي من المعدة على بعد 6 سم من الوصل المعدي المريئي، عادة على الانحناء الصغير للمعدة. سابقاً، كان يعتقد أن الآفات خارج المعدة غير شائعة، لكن في السنوات الأخيرة تم تشخيصها أكثر بسبب زيادة الوعي بهذه الحالة.

يعتبر العفج الموقع الأشيع للآفات خارج المعدية (14٪)، يليه القولون (5٪)، المفاغرات الجراحية (5٪)، الصائم (1٪)، والمري (1٪).

## العوامل المؤهبة
على النقيض من القرحة الهضمية، عادة ما يكون المصاب بآفات ديولافوا لا يتعاطى الكحول ولا يستخدم الأدوية المضادة للالتهاب اللاستيروئيدية NSAID.

تحدث آفات ديولافوا عند الرجال أكثر بمرتين من النساء، وعادة يكون لدى العديد من المرضى أمراض مرافقة، بما في ذلك ارتفاع ضغط الدم، أمراض قلبية وعائية، الداء الكلوي المزمن، والداء السكري.

## الأعراض
الأعراض التي تحدث بسبب النزف: تقيؤ دموي و/أو تغوط أسود.
| العرض                        | نسبة حدوثه     |
| ---------------------------- | -------------- |
| تقيؤ دموي متكرر مع تغوط أسود | 51% من الحالات |
| تقيؤ دموي بدون تغوط أسود     | 28% من الحالات |
| تغوط أسود بدون تقيؤ دموي     | 18% من الحالات |

## التشخيص
يصعب تشخيص آفة ديولافوا بسبب النمط المتقطع للنزف.
- التنظير الهضمي: ليس من السهل التعرف على الآفة، وبالتالي في بعض الأحيان يجب إجراء عدة مشاهدات خلال فترة أطول.
- تصوير الأوعية الظليل: يعتبر حالياً إجراء تشخيصي إضافي جيد، ولكن لا يمكن رؤية الآفة إلا عند حدوث النزف.

## العلاج
يتم تشخيصها وعلاجها بالتنظير الهضمي، ومع ذلك، يمكن أن تكون الأمواج فوق الصوتية عبر التنظير أو تصوير الأوعية الظليل مفيدة.

- تتضمن تقنيات التنظير الهضمي المستخدمة في العلاج: حقن الأدرينالين متبوعاً بالتخثير الكهربائي أحادي أو ثنائي القطب، أو حقن مواد مصلبة، أو استخدام المسبار الحراري، أو التخثير الضوئي بالليزر، لقط الأوعية، أو ربط الأوعية. بينما في المرضى الذين يعانون من نزف معند على العلاج يمكن إجراء تصوير وعائي ظليل مع تصميم انتقائي.[7]

## الإنذار
كان معدل الوفيات بسبب آفات ديولافوا أعلى بكثير قبل عصر التنظير الهضمي، حيث كانت الجراحة المفتوحة هي الخيار العلاجي الوحيد.